# Synagoga v Jihlavě
Synagoga v Jihlavě je zaniklá židovská modlitebna postavená v letech 1862–1863, která stávala na rohu Benešovy ulice a Věžní ulice v centru města. Nyní se zde nachází park Gustava Mahlera.

## Historie

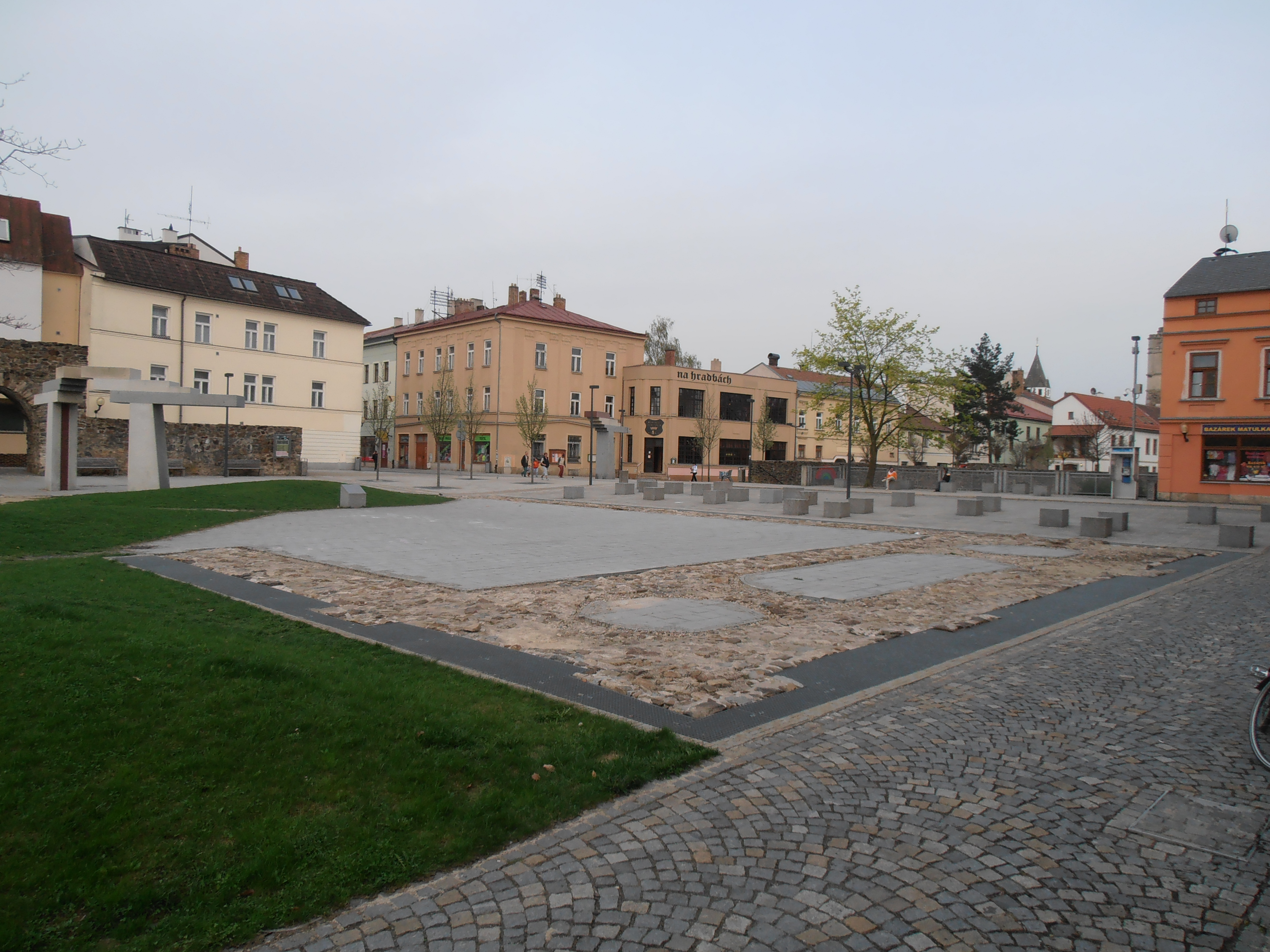
Zakonzervované základy jihlavské synagogy v parku Gustava Mahlera

První židovská synagoga v Jihlavě stávala uprostřed ulice na severovýchodním rohu dnešní křižovatky Židovské ulice a Mrštíkovy ulice. Její součástí byla i židovská škola. V blízkosti těchto budova se začali usazovat příchozí Židé. Byla postavena v 1. polovině 14. století a fungovala do roku 1426, kdy byli Židé z Jihlavy vyhnáni a synagoga spolu s dalšími objekty zanikla. V místě potom býval špitál a později kaple. V nedávné době se zde objevila provizorní oplocená tržnice, kterou pak nahradila zahrádka nedaleké restaurace.
Židé v Jihlavě jsou znovu zmiňováni až v roce 1837. Na počátku 19. století sloužila jako malá modlitebna místnost v soukromém domě na Panenském předměstí. Nová modlitebna na tzv. Holubníku v dnešní Žižkově ulici čp. 18 vznikla v roce 1756, stála naproti bývalému hotelu Jihlavský dvůr (dnes Dělnický dům). Ovšem ani tyto prostory nestačily. S přibývajícím počtem židovských obyvatel ve městě bylo nutno vybudovat novou synagogu.
Stavba byla zahájena na rohu dnešní Benešovy ulice na místě domu čp. 44 (v té době se jmenovala Nová) a Věžní ulice v roce 1862, dne 9. září 1863 v 16:30 byla jihlavským rabínem PhDr. Joachimem Jakobem Ungerem zasvěcena. Vystavěna byla podle návrhu Eduarda Rathauského a Alexandra Theunera v historizujícím románsko-maurském stylu. Maurský styl patřil v 19. století ve stavbě synagog k velmi oblíbeným a měl symbolizovat jejich orientální původ a odlišovat je od křesťanských kostelů. Náklady na stavbu činily 48 000 zlatých.
Díky hospodářskému rozvoji místní židovské komunity došlo v roce 1896 k rozsáhlé renovaci synagogy. Interiér byl dekorativně vymalován a bylo zavedeno plynové osvětlení. Rovněž byly instalovány nové varhany od firmy Bratří Riegerů z Krnova. 3. října 1896 došlo k novému vysvěcení synagogy. V roce 1921 synagogu čekala další velká oprava. Došlo ke zpevnění konstrukce krovu pomocí mohutných táhel, což odlehčilo přetíženým stěnám. Rovněž byla zavedena elektřina a renovovány byly i fasády.

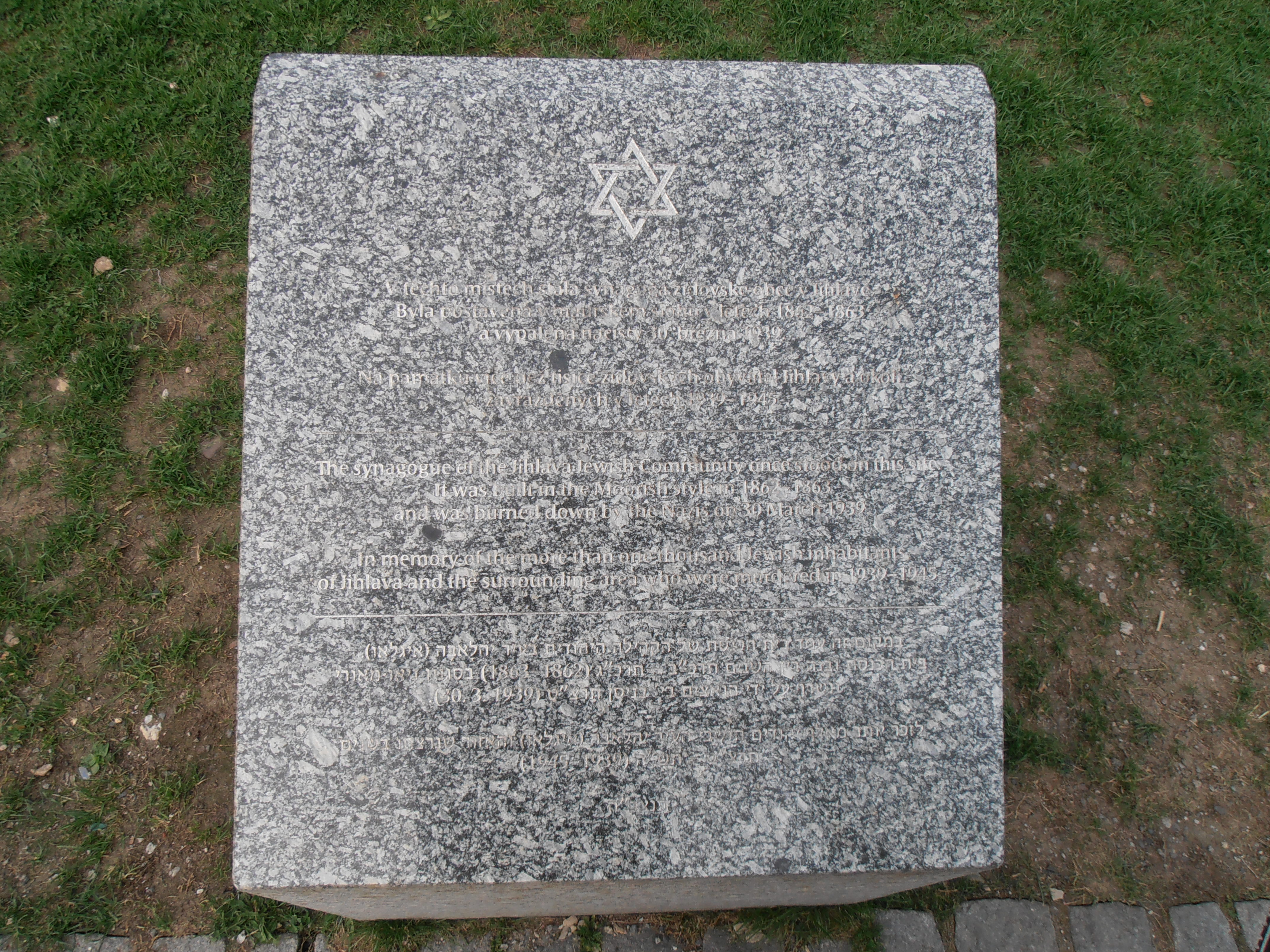
Pamětní kámen připomínající synagogu

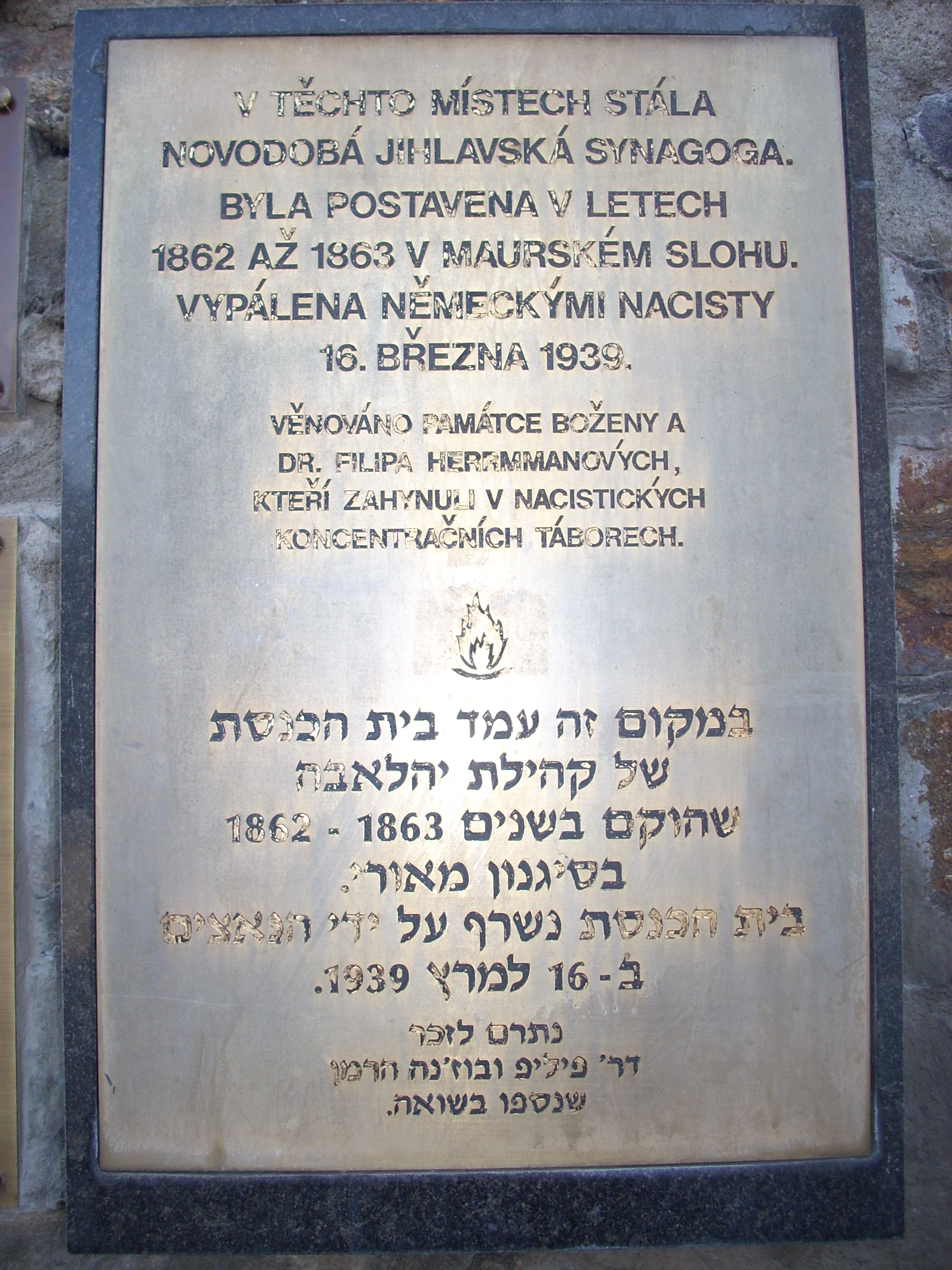
Pamětní deska

## Zánik synagogy a další vývoj
Dne 30. března 1939 kolem druhé hodiny ranní byla synagoga vypálena jihlavskými německými nacisty. Jako organizátor byl označen Emanuel Sladek, který byl na konci války jako jeden z mála pachatelů Američany zatčen, předán československým úřadům, postaven před mimořádný lidový soud a v roce 1947 popraven. Jako provizorní modlitebna po zničení synagogy sloužila jedna místnost v nadačním domě, dům byl však zanedlouho předán jako skladiště německé firmě Politzer.
Zbytky bývalé synagogy byly po v roce 1950 srovnány se zemí a zdejší prostor poté dlouhá léta sloužil jako tržiště. Na slavnosti 9. dubna 1992 byla odhalena pamětní deska, která je umístěna na blízkých hradbách. Stalo se tak u příležitosti 50. výročí deportace jihlavských Židů. Desku věnovala jihlavská rodačka Ester Poratová, která žije v Izraeli.
V roce 2008 se začalo s úpravou prostranství, při kterém byly odhaleny základy synagogy. Dnes se zde nachází park Gustava Mahlera se sochou tohoto hudebního skladatele a se zakonzervovanými základy synagogy. Park se v roce 2010 stal Stavbou Vysočiny.